# Lepithrix fusca
Lepithrix fusca är en skalbaggsart som beskrevs av Schein 1959. Lepithrix fusca ingår i släktet Lepithrix och familjen Melolonthidae. Inga underarter finns listade i Catalogue of Life.